# Mausu Promotion
Mausu Promotion (株式会社 マウスプロモーション, Kabushiki-gaisha Mausu Puromōshon) est une agence artistique japonaise, spécialisée dans la gestion des seiyū (comédiens de doublage). 
Elle est fondée le 8 avril 1974 sous le nom Ezaki Productions (江崎プロダクション) au statut de 有限会社 (yūgen kaisha). En 1995, la compagnie devient une kabushiki kaisha avant d'adopter son nom actuel en 2000. La mascotte de l'agence est une souris référence au nom de la compagnie. La société a également mis en place une école dispensant une formation en deux ans.

## Seiyū actuels de l'agence

### Hommes
- Yōsuke Akimoto
- Kazuhiro Anzai
- Ryūsaku Chiziwa
- Daisuke Egawa
- Daisuke Endō
- Shinya Fukumatsu
- Yoshimasa Hosoya
- Takanobu Hozumi
- Atsushi Imaruoka
- Yūichi Ishigami
- Makoto Ishii
- Yasayuki Kase
- Masayuki Katō
- Hiromichi Kogami
- Taidō Kushida
- Naomi Kusumi
- Toshiaki Kuwahara
- Kenji Hamada
- Junpei Morita
- Yōsuke Naka
- Toshihiro Nakamura
- Rokurō Naya
- Mitsuru Ogata
- Tōru Ōkawa
- Tamio Ōki
- Keiji Okuda
- Takashi Onozuka
- Jun Ōsuka
- Akio Ōtsuka
- Shūhei Sakaguchi
- Yūdai Satō
- Eiji Sekiguchi
- Tarusuke Shingaki
- Osamu Sonoe
- Masaki Terasoma
- Masaaki Tsukada
- Yōji Ueda
- Takahiro Yoshino

### Femmes
- Kiyomi Asai
- Ruri Asano
- Katsuyo Endō
- Yūki Hamano
- Yasuko Hatori
- Kyōko Hikami
- Masayo Hosono
- Ayaka Itō
- Yumiko Iwamoto
- Yoshiko Kamei
- Ayumi Kida
- Eriko Kigawa
- Kei Kobayashi (en)
- Naoko Kōda
- Ema Kogure
- Sachiko Kojima
- Yayoi Kuroda
- Yuki Masuda
- Chie Matsūra
- Kaori Mine
- Maki Mizuma
- Makiko Nabei
- Yayoi Nakazawa
- Yōko Nishino
- Mari Okamoto
- Akemi Okamura
- Kazumi Okushima
- Ryōko Ono
- Ikue Ōtani
- Sayuri Sadaoki
- Eri Saitō
- Shō Saitō
- Miyuki Sawashiro
- Saori Seto
- Yōko Sōmi
- Keiko Sonobe
- Nao Takamori
- Atsuko Tanaka
- Ikuko Tani
- Asuka Tanii
- Risa Tsubaki
- Makoto Tsumura
- Emiri Suyama
- Yūki Kuwahara

## Anciens seiyū de l'agence

### Hommes
- Masashi Amenomori (décédé)
- Makoto Aoki (maintenant lié à Kenyū Office)
- Naoki Bandō (maintenant lié à Riberuta)
- Junji Chiba (décédé)
- Daisuke Gōri (décédé)
- Mitsuaki Hoshino (maintenant lié à Arts Vision)
- Akira Ishida (actuellement indépendnat)
- Yasuo Iwata (décédé)
- Shōto Kashii (ja) (maintenant lié à 81 Produce)
- Masayuki Katō (décédé)
- Yūji Kishi
- Kōichi Kitamura (décédé)
- Takaya Kuroda (maintenant lié à Water Orion)
- Mitsuaki Madono (maintenant lié à Aoni Production)
- Daisuke Ono (actuellement indépendant)
- Toshitaka Shimizu (décédé)
- Masakazu Suzuki (maintenant lié à Aksent)
- Akimitsu Takase (maintenant lié à Aksent)
- Hideyuki Tanaka (maintenant lié à Aoni Production)
- Tomohiro Tsuboi
- Hideo Watanabe (maintenant lié à Riberuta)
- Naoki Yagani (maintenant lié à Free March)
- Hiroyuki Yokō (maintenant lié à Production Baobab)

### Femmes
- Mie Kataoka
- Kaho Kōda (maintenant liée à 81 Produce)
- Akiko Koike (maintenant liée à Arts Vision)
- Kikuko Inoue (maintenant liée à Office Anemone)
- Takako Kodama
- Reiko Kondō (décédée)
- Natsuki Mori (maintenant liée à Arts Vision)
- Mai Nagasako (en retraite)
- Tomo Shigematsu (maintenant liée à Media Force)
- Yukiko Tagami (en retraite)
- Narumi Tsunoda
- Kazuko Yanaga (maintenant liée à 81 Produce)
- Hikari Yono (maintenant liée à B-Box)

## Œuvres principales liées à Mausu Promotion
- Boktai: The Sun is in Your Hand
- Eureka Seven
- Heartwork ~Symphony Of Destruction~
- Jūni Senshi Bakuretsu Eto Renjaa
- Kannazuki no Miko
- Rakugo Tennyo Oyui
- Star Trek : La Nouvelle Génération (Star Trek: The Next Generation) (doublage japonais)
- Aikatsu Friends!
- xxxHolic